# チャウス
チャウス（モンゴル語: Ča'us、? - 1248年）は、モンゴル帝国に仕えた将軍の一人で、ナイマン部の出身。漢字表記は『元史』では抄思(chāosī)と表記される。

## 概要
チャウスの曾祖父はモンゴル部のチンギス・カンとモンゴル高原の覇権を争ったタヤン・カンで、ナイマン部の王族の家系であった。1204年の戦いでナイマン部が崩壊すると、タヤン・カンの子のクチュルクとその子のチャウン（敞温）は西方の西遼に亡命し、そこでクチュルクは西遼の王権を乗っ取り、ナイマン部の復興を果たした。しかし、まだ幼いチャウンの息子とその母親は何らかの理由でクチュルクらから離れたようで、モンゴル帝国に投降した。
チャウスは25歳になると金朝との戦いに従軍するようになり、代州・石州の戦いでは敵軍の矢石を避けずに突撃する勇猛さを見せ、多くの武功を挙げた。第二次対金戦争最大の激戦となった三峰山の戦いでは、敵軍の塁壁を夜襲にて破り、モンゴル軍の勝利に大きく貢献した。このようなチャウスの勲功を称えてトルイは湯陰県黄招撫等117戸を授けようとしたがチャウスは固持し、代わりに男女50口、宅1区、黄金鞶帯・酒壺・杯盂が1つずつ与えられ、また随州に鎮守することになった。
1237年には華北各地から4千6百人余りの兵を徴発して潁州に駐屯したが、病のため大名路に移った。その後、1248年に44歳で亡くなった。チャウスの死後、チャウスと張氏との間に産まれたベテキンが後を継ぎ、クビライに仕えて大元ウルス各地のダルガチを歴任した。

## ナイマン王家
- イナンチュ・ビルゲ・ブク・カン（Inančü Bilge Bügü Qan ＞亦難察罕/yìnánchá hǎn,اینانچ بلگه بوکو خان/īnānch bilge būkū khān）
  - ブイルク・カン（Buyiruγ qan ＞不亦魯黒罕/bùyìlŭhēi hǎn,بویروق خان/būīrūq khān）
  - タヤン・カン（Tayang Qan ＞塔陽罕/tǎyáng hǎn,تايانك خان/tāyānk khān）
    - クチュルク（Küčülüg ＞古出魯克/gŭchūlŭkè,كوچلك خان/kūchuluk khān）
      - チャウン（Ča'un ＞敞温/chǎngwēn）
        - チャウス（Ča'us ＞抄思/chāosī）
          - ベテキン（Betekin ＞別的因/biédeyīn）
- ナルクシュ・タヤン・カン（Naruqš Tayan Qan ＞نارقیش تايانك/nārqīsh tāyānk）